# Randi De Vlieghe
Randi De Vlieghe (Brugge, 1974) is een Belgische choreograaf, danser, theatermaker en acteur, voornamelijk in het kinder- en jeugdtheater Hij werkte reeds samen met BRONKS, fABULEUS, HETPALEIS, KOPERGIETERY, Studio Orka en Tuning People. In 2011 richtte hij zijn eigen productiestructuur vzw Moldavië op. Hij ontving verschillende prijzen voor zijn werk.

## Opleiding
Randi De Vlieghe volgde een opleiding in klassieke en moderne dans, jazzdance, tapdans en theater aan de Vlaamse Dansacademie Brugge. Sinds 1990 is hij actief in het kinder- en jeugdtheater.

## Prijzen[3]
- 2015: de Nederlandse VSCD (Vereniging van Schouwburg- en Concertgebouwdirecties) Mimeprijs ontving hij samen met Jef Van gestel voor Voetbal op hoge hakken (KOPERGIETERY)
- 2008: voor Het verdragen van Versailles en Gender Blender ontving hij de Vlaamse Cultuurprijs voor Jeugdtheater van de Vlaamse Gemeenschap
- 2002: Grote Theaterfestivalprijs voor de jeugdvoorstelling Ola Pola Potloodgat
- 2002: 1000 Wattprijs voor de beste jeugdvoorstelling voor Ola Pola Potloodgat

## Werk[4]
In de creaties van Randi De Vlieghe worden theater en dans vaak vermengd. Ook voor andere podiumkunstendisciplines toont hij veel interesse. Hij treedt ook op als coach voor beginnende professionele kunstenaars bij de creatie van theater- en dansvoorstellingen onder de vleugels van fABULEUS.

### Als choreograaf
- 2016: De vloed
- 2015: Popcorn
- 2011: Voetbal op hoge hakken
- 2011: ZOO doen ze de dingen
- 2011: Blauwe Storm
- 2009: Everland
- 2008: Candide
- 2008: Het verdragen van Versailles
- 2008: Gender Blender
- 2003: Wilde dingen
- 2003: ADDA
- 2003: Der Silbersee
- 2002: Eros Flux
- 2002: Beet!
- 2001: Ola Pola Potloodgat, waarmee hij en Pascal Platel de 1000 Wattprijs voor de beste jeugdvoorstelling en de Grote Theaterfestivalprijs van het Nederlands-Vlaamse Theaterfestival wonnen in 2002.[7] In 2017 selecteerde de jury van Het TheaterFestival de voorstelling als 'Golden Oldie', een iconische voorstelling uit de podiumkunstengeschiedenis.
- 2001: The Way Young Lovers Do
- 1999: Baken
- 1998: Ego Sublimo
- 1998: Gemeenschap
- 1998: Instant
- 1997: Toren van kaneel
- 1997: IdentiTIJD

### Als danser
- 2011: Voetbal op hoge hakken
- 2007: Het verdragen van Versailles
- 2003: ADDA
- 2001: Ola Pola Potloodgat
- 2000: Kiosk
- 1999: Adsec
- 1997: Insect
- 1998: Instant
- 1997: 1 Wereld
- 1996: Boeken en juwelen
- 1997: IdentiTIJD
- 1995: Combinaison
- 1994: De Beste Belgische Danssolo

### Als regisseur
- 2022: The Happy Few
- 2018: Rita
- 2016: When They Fall
- 2015: Dadakaka
- 2012: Jacobsneus
- 2012: Operatie Charlie
- 2010: Tape voor kleuters
- 2010: Warmoes
- 2010: Woudlingen
- 2008: Solar City
- 2005: Scoliozee d'artrozee

### Als acteur
- 2018: Rita
- 2018: Muy complicado
- 2017: INUK
- 2008: WaWilWieDoen
- 2005: Scoliozee d'artrozee
- 2004: Toope en Toetonne
- 2000: Kiosk

- Gemeinsame Normdatei: 1129460827
- MusicBrainz: 2932de7a-8c64-470a-83e8-0f84cd88a56d
- Virtual International Authority File: 746149196573074792473